# 기사계첩 (국보 제334호)
〈기사계첩〉(耆社契帖)은 1719년(숙종 45년) 59세가 된 숙종이 태조 이성계의 선례를 따라 기로소에 들어간 것을 기념해 제작한 계첩契帖으로, 18세기 한국 전반을 대표하는 궁중회화다. 1978년 12월 7일 대한민국의 보물 제639호로 지정되었다가 2020년 12월 22일에 대한민국의 국보 제334호로 승격되었다.

## 개요
이 계첩은 숙종 45년(1719)에 있었던 소속이 같은 문인들이 서로 친목을 도모하고 풍류를 즐겼던 모임인 계회 행사를 기념하기 위해 글과 그림으로 만든 화첩으로, 크기는 가로 53cm, 세로 37.5cm이다.
행사는 1719년에 실시되었으나 계첩은 초상화를 그리는데 시간이 걸려 1720년(숙종 46년)에 완성되었다. 〈기사계첩〉은 기로신들에게 나눠줄 11첩과 기로소에 보관할 1첩을 포함해 총 12첩이 제작되었다. 현재까지 박물관과 개인 소장 5건 정도가 전하고 있다. 문화재청에서 2017년도부터 실시한 보물 가치 재평가 작업에 따라 국립중앙박물관 소장본이 2019년 국보 제325호로 지정된 바가 있다.
이 〈기사계첩〉은 기로신 중의 한 명인 좌참찬 임방이 쓴 계첩의 서문과 경희궁 경현당景賢堂 사연賜宴 때 숙종이 지은 어제御製, 대제학 김유의 발문, 각 행사의 참여자 명단, 행사 장면을 그린 기록화, 기로신 11명의 명단과 이들의 초상화, 축시祝詩, 계첩을 제작한 실무자 명단으로 구성되었다. 임금의 초상을 그렸던 박동보·장득만·허숙 등의 화원들이 초상화를 그린 이 계첩은 보물 제638호로 지정된 계첩과 거의 같으나, 보물 제638호가 1974년 2면을 1면으로 붙인데 반해 이 화첩은 원형이 그대로 보존된 작품으로 10여 명의 초상화와 자필로 쓴 축시, 화원 명단이 들어 있어 당시 화풍과 서체를 연구하는데 귀중한 자료가 되고 있다. 또한 김창집을 비롯한 계회참석자 10인의 초상화에서 평소 집무복인 단령의 모양이나 색채가 다르며, 조선 후기 문신인 홍만조의 축시제목이 없는 점 등으로 두 기사계첩을 대조하여 연구해 볼 수 있다.
계첩에 수록된 행사그림 순서는 다음과 같다.
1. 어첩봉안도御帖奉安圖: 경희궁 흥정당에서 기로소에 어첩을 봉안하러 가는 행렬
2. 숭정전진하전도崇政殿進賀箋圖: 이튿날인 2월 12일 기로신들이 경희궁 숭정전에서 진하례를 올리는 장면
3. 경현당석연도景賢堂錫宴圖: 4월 18일 경현당에서 왕이 기로신들에게 베푼 연회 광경
4. 봉배귀사도奉盃歸社圖: 기로신들이 경현당 석연에서 하사받은 은배銀盃를 들고 기로소로 돌아가는 행렬
5. 기사사연도耆社私宴圖: 기로신들이 기로소에서 연회를 행하는 모습

그러나 다른 사례에서는 볼 수 없는 ‘만퇴당장(晩退堂藏, 만퇴당 소장)’, ‘전가보장(傳家寶藏, 가문에 전해 소중히 간직함)’이라는 글씨가 수록되어 이 계첩이 1719년 당시 행사에 참여한 기로신 중의 한 명이었던 홍만조(洪萬朝, 1645~1725)에게 하사되어 풍산 홍씨 종가에 대대로 전승되어 온 경위와 내력을 말해 준다.
이 계첩은 300년이 넘은 오랜 세월에도 불구하고 훼손되지 않은 채 원형을 잘 보존하고 있으며, 이는 내함內函, 호갑(護匣, 싸개), 외궤外櫃로 이루어진 삼중의 보호장치 덕분이라고 할 수 있다. 화첩을 먼저 내함에 넣고 호갑을 두른 후, 외궤에 넣는 방식으로, 조선 왕실에서 민가에 내려준 물품의 차림새를 복원할 수 있는 중요한 근거가 된다. 이는 왕실 하사품으로서 일괄로 갖추어진 매우 희소한 사례일 뿐만 아니라 제작수준도 높아 화첩의 완전성을 돋보이게 하는 요소다.
숙종의 기로소 입소라는 역사적 사실을 담고 있고, 후에 고종이 기로소에 입소할 때 모범이 되었다는 점, 제작시기와 제작자가 분명하게 밝혀져 있어 학술적으로 중요하며, 기로신들의 친필 글씨와 더불어 그림이 높은 완성도와 화격을 갖추고 있어 현존하는 궁중회화를 대표할 만한 예술성도 갖추었다. 아울러 계첩과 동시기에 만들어진 함(내함, 호갑, 외궤) 역시 당시 왕실공예품 제작 기술에 대해서도 귀중한 정보를 알려준다는 점을 인정받아 2020년 12월 22일 국보로 승격되었다.

## 같이 보기
- 기사계첩

## 주해
1. ↑  기로소란 70세 이상, 정2품 이상 직책을 가진 노년의 문관(文官)들을 우대하던 기관으로, 1719년 당시 숙종은 59세였기 때문에 기로소에 들어갈 나이가 되지 않았으나 태조 이성계가 70세 되기 전 60세에 들어간 예에 따라 입소(入所)한 것이다.
2. ↑  계첩이란 행사에 참여한 관료들이 계를 조직해 만든 화첩으로, 보통 참석한 인원수대로 제작해 나눠 갖는 것이 풍습이었다. 오늘날 기념사진과 유사한 기능이라고 할 수 있다.

## 참고 자료
- 기사계첩 - 국가유산청 국가유산포털
- 이 문서에는 문화재청에서 공공누리 제1유형으로 배포된 자료를 바탕으로 한 내용이 포함되어 있습니다.